# Steven R. McQueen
Steven R. McQueen, (* 13. července 1988 Los Angeles) rodným jménem: Steven Chadwick McQueen, je americký televizní a filmový herec a model. Mezi jeho nejznámější role patří Jeremy Gilbert v seriálu televize CW, Upíří deníky a vedlejší role Kyla Huntera v seriálu Everwood. Během let 2015–2016 hrál v dramatickém seriálu stanice NBC Chicago Fire.

## Život
Narodil se v Los Angeles v Kalifornii jako syn Stacey Toten a herce a producenta Chada McQueena. Jeho prarodiči z otcovy strany byli herec Steve McQueen a filipínská herečka Neile Adams. Jeho nevlastní otec, Luc Robitaille byl uveden do kanadské síně slávy NHL.
V lednu 2018 oznámil na svém instagramovém profilu zasnoubení s přítelkyní Allie Silvou.

## Filmografie

### Film
| Rok  | Název              | Role           | Poznámky                                 |
| ---- | ------------------ | -------------- | ---------------------------------------- |
| 2006 | Club Soda          | dítě           | krátký film                              |
| 2008 | Minutemen          | Derek Beaugard | televizní film z produkce Disney Channel |
| 2008 | American Breakdown | dítě           | krátký film                              |
| 2010 | Piraňa 3D          | Jake Forester  |                                          |

### Televize
| Rok             | Název            | Role            | Poznámky                                           |
| --------------- | ---------------- | --------------- | -------------------------------------------------- |
| 2005            | Threshold        | Jordan Peters   | díl: „Blood of the Children“                       |
| 2005            | Everwood         | Kyle Hunter     | 7 dílů (2005–2006)                                 |
| 2008            | Vražedná čísla   | Craig Ezra      | díl: „Atomové číslo. 33“                           |
| 2008            | Beze stopy       | Will Duncan     | díl: „Pravda nebo lež“                             |
| 2008            | Kriminálka Miami | Keith Walsh     | díl: „Ukradené dítě“                               |
| 2009–2015, 2017 | Upíří deníky     | Jeremy Gilbert  | hlavní role (1.–6. řada), host (8. řada), 100 dílů |
| 2015–2016       | Chicago Fire     | Jimmy Borrelli  | hlavní role, 25 dílů                               |
| 2016            | Chicago P.D.     | Jimmy Borrelli  | vedlejší role, 3 epizody                           |
| 2018            | Home by Spring   | Wayne Hendricks | TV film                                            |
| 2018            | Odkaz            | Jeremy Gilbert  | hostující role                                     |

## Ocenění
| Rok  | Ocenění                          | Kategorie                     | Práce        | Výsledek  |
| ---- | -------------------------------- | ----------------------------- | ------------ | --------- |
| 2006 | Filmový festival v Beverly Hills | Nejlepší mužský herecký výkon | Club Soda    | vítězství |
| 2011 | Youth Rock Awards                | Televizní herec               | Upíří deníky | nominace  |
| 2013 | Teen Choice Awards               | Zloděj scén                   | Upíří deníky | nominace  |